# Adolf Schwarz (Politiker)
Adolf Carl Schwarz (* 21. Dezember 1883 in Göppingen; † 28. August 1932 in Heidelberg) war ein deutscher Politiker (USPD, SPD).

## Leben und Wirken
Nach dem Besuch der Volksschule erlernte Schwarz von 1897 und 1901 das Spenglerhandwerk. Um die Jahrhundertwende trat er in die Sozialdemokratische Partei Deutschlands (SPD) ein. Als die deutsche Arbeiterbewegung sich während des Ersten Weltkrieges in die SPD und die USPD spaltete, schloss Schwarz sich der Unabhängigen Sozialdemokratischen Partei Deutschlands (USPD) an, deren Bezirksverband in Mannheim-Mosbach er übernahm. Nach der Novemberrevolution von 1918 gehörte Schwarz dem Arbeiterrat der Stadt Mannheim an. Bald darauf wurde Schwarz als Minister für soziale Fürsorge in die provisorische erste Nachkriegsregierung des Landes Baden berufen, der er allerdings nur wenige Wochen, vom 10. November 1918 bis zum 7. Januar 1919, angehörte. Anschließend betätigte er sich als Sekretär im Arbeiterrat der Stadt Mannheim.
Von Juni 1920 bis Mai 1924 saß Schwarz als Abgeordneter der USPD beziehungsweise der SPD – in die er 1922 zurückgekehrt war – für den Wahlkreis 33 (Baden) im ersten Reichstag der Weimarer Republik. Von 1922 bis 1930 gehörte Schwarz dem Landesvorstand der SPD in Baden an.